# 砍杀电影
砍杀电影（英語：Slasher film），又稱砍殺片，是恐怖片的一种类型，主要特征是片中有一个疯狂的往往精神不正常的反派角色手持利器追踪并杀死一系列的人物。砍杀电影的鼻祖据说是1932年的《十三个女人》，而希区柯克的经典名作《驚魂記》被看作砍杀电影中的代表作。砍杀电影中产生出的经典角色最有名的可能是《十三号星期五》中的杰森与《半夜鬼上床》中的弗莱迪和《靈異入侵》的恰吉。

## 代表作
- 月光光心慌慌
- 十三號星期五
- 德州電鋸殺人狂
- 半夜鬼上床
- 養鬼吃人
- 驚聲尖叫
- 靈異入侵
- 奪魂鋸